# Новий Томлай
Но́вий Томла́й (рос. Новый Томлай, чув. Çĕнĕ Тăмлай) — присілок у Чувашії Російської Федерації, у складі Ярабайкасинського сільського поселення Моргауського району.
Населення — 10 осіб (2010; 16 в 2002, 40 в 1979; 52 в 1939, 63 в 1926). Національний склад — чуваші, росіяни.

## Історія
Присілок увторився у першій чверті 20 століття. Селяни займались землеробством, тваринництвом. 1929 року утворено колгосп «імені Свердлова». До 1920 року присілок перебував у складі Сюндирської волості Козьмодемьянського, а до 1927 року — Чебоксарського повіту. 1927 року присілок переданий до складу Татаркасинського району, 1935 року — до складу Ішлейського, 1959 року — до складу Сундирського, 1962 року — до складу Чебоксарського, 1964 року — повернутий до складу Моргауського району.